# Gran Premio motociclistico della Comunità Valenciana 2005
Il Gran Premio motociclistico della Comunità Valenciana 2005 corso il 6 novembre, è stato il diciassettesimo e ultimo Gran Premio della stagione 2005 e ha visto vincere: la Honda di Marco Melandri in MotoGP, Daniel Pedrosa nella classe 250 e Mika Kallio nella classe 125.
Al termine della gara viene assegnato l'ultimo titolo mondiale della stagione non ancora conquistato matematicamente, quello della classe 125, che va al pilota svizzero Thomas Lüthi.

## MotoGP

### Arrivati al traguardo
| Pos | Nº | Pilota           | Squadra               | Motocicletta | Giri | Tempo     | Griglia | Punti |
| --- | -- | ---------------- | --------------------- | ------------ | ---- | --------- | ------- | ----- |
| 1   | 33 | Marco Melandri   | Movistar Honda        | Honda        | 30   | 46:58.152 | 2       | 25    |
| 2   | 69 | Nicky Hayden     | Repsol Honda          | Honda        | 30   | +0.097    | 3       | 20    |
| 3   | 46 | Valentino Rossi  | Yamaha Factory Racing | Yamaha       | 30   | +2.959    | 15      | 16    |
| 4   | 7  | Carlos Checa     | Ducati Marlboro       | Ducati       | 30   | +18.718   | 4       | 13    |
| 5   | 4  | Alex Barros      | Camel Honda           | Honda        | 30   | +20.706   | 8       | 11    |
| 6   | 3  | Max Biaggi       | Repsol Honda          | Honda        | 30   | +21.254   | 5       | 10    |
| 7   | 65 | Loris Capirossi  | Ducati Marlboro       | Ducati       | 30   | +23.142   | 7       | 9     |
| 8   | 5  | Colin Edwards    | Yamaha Factory Racing | Yamaha       | 30   | +25.678   | 6       | 8     |
| 9   | 6  | Makoto Tamada    | Konica Minolta Honda  | Honda        | 30   | +36.710   | 10      | 7     |
| 10  | 24 | Toni Elías       | Fortuna Yamaha        | Yamaha       | 30   | +39.116   | 13      | 6     |
| 11  | 56 | Shin'ya Nakano   | Kawasaki Racing       | Kawasaki     | 30   | +41.136   | 9       | 5     |
| 12  | 54 | Ryūichi Kiyonari | Camel Honda           | Honda        | 30   | +45.691   | 16      | 4     |
| 13  | 21 | John Hopkins     | Suzuki MotoGP         | Suzuki       | 30   | +46.507   | 11      | 3     |
| 14  | 66 | Alex Hofmann     | Kawasaki Racing       | Kawasaki     | 30   | +49.856   | 12      | 2     |
| 15  | 11 | Rubén Xaus       | Fortuna Yamaha        | Yamaha       | 30   | +1:19.443 | 17      | 1     |
| 16  | 27 | Franco Battaini  | Blata WCM             | Blata        | 29   | +1 giro   | 21      |       |

### Ritirati
| Nº | Pilota         | Squadra        | Motocicletta | Giri | Griglia |
| -- | -------------- | -------------- | ------------ | ---- | ------- |
| 80 | Kurtis Roberts | Team Roberts   | Proton KR    | 16   | 20      |
| 77 | James Ellison  | Blata WCM      | Blata        | 15   | 19      |
| 9  | Nobuatsu Aoki  | Suzuki MotoGP  | Suzuki       | 8    | 14      |
| 15 | Sete Gibernau  | Movistar Honda | Honda        | 3    | 1       |
| 44 | Roberto Rolfo  | d’Antin Pramac | Ducati       | 0    | 18      |

## Classe 250

### Arrivati al traguardo
| Pos | Nº | Pilota            | Squadra                     | Motocicletta | Giri | Tempo     | Griglia | Punti |
| --- | -- | ----------------- | --------------------------- | ------------ | ---- | --------- | ------- | ----- |
| 1   | 1  | Daniel Pedrosa    | Telefonica Movistar Honda   | Honda        | 27   | 43:33.395 | 1       | 25    |
| 2   | 48 | Jorge Lorenzo     | Fortuna Honda               | Honda        | 27   | +3.448    | 4       | 20    |
| 3   | 27 | Casey Stoner      | Carrera Sunglasses - LCR    | Aprilia      | 27   | +14.372   | 7       | 16    |
| 4   | 5  | Alex De Angelis   | MS Aprilia Italia Corse     | Aprilia      | 27   | +17.771   | 3       | 13    |
| 5   | 80 | Héctor Barberá    | Fortuna Honda               | Honda        | 27   | +26.233   | 2       | 11    |
| 6   | 73 | Hiroshi Aoyama    | Telefonica Movistar Honda   | Honda        | 27   | +31.244   | 6       | 10    |
| 7   | 55 | Yūki Takahashi    | Team Scot                   | Honda        | 27   | +35.518   | 8       | 9     |
| 8   | 7  | Randy de Puniet   | Aprilia Aspar               | Aprilia      | 27   | +36.488   | 10      | 8     |
| 9   | 34 | Andrea Dovizioso  | Team Scot                   | Honda        | 27   | +43.129   | 5       | 7     |
| 10  | 15 | Roberto Locatelli | Carrera Sunglasses - LCR    | Aprilia      | 27   | +43.960   | 16      | 6     |
| 11  | 6  | Alex Debón        | Wurth Honda BQR             | Honda        | 27   | +55.494   | 13      | 5     |
| 12  | 96 | Jakub Smrž        | Arie Molenaar Racing        | Honda        | 27   | +57.265   | 11      | 4     |
| 13  | 36 | Martín Cárdenas   | Aprilia Germany             | Aprilia      | 27   | +58.185   | 19      | 3     |
| 14  | 50 | Sylvain Guintoli  | Equipe GP de France - Scrab | Aprilia      | 27   | +58.545   | 17      | 2     |
| 15  | 44 | Tarō Sekiguchi    | Campetella Racing           | Aprilia      | 27   | +1:01.485 | 14      | 1     |
| 16  | 57 | Chaz Davies       | Aprilia Germany             | Aprilia      | 27   | +1:12.112 | 20      |       |
| 17  | 17 | Steve Jenkner     | Nocable.it Race             | Aprilia      | 27   | +1:23.475 | 18      |       |
| 18  | 25 | Alex Baldolini    | Campetella Racing           | Aprilia      | 27   | +1:30.535 | 15      |       |
| 19  | 32 | Mirko Giansanti   | Matteoni Racing             | Aprilia      | 27   | +1:31.957 | 27      |       |
| 20  | 56 | Mathieu Gines     | Equipe GP de France - Scrab | Aprilia      | 26   | +1 giro   | 23      |       |
| 21  | 61 | Zheng Peng Li     | Zongshen Team of China      | Aprilia      | 26   | +1 giro   | 30      |       |

### Ritirati
| Nº | Pilota           | Squadra                  | Motocicletta | Giri | Griglia |
| -- | ---------------- | ------------------------ | ------------ | ---- | ------- |
| 8  | Andrea Ballerini | Abruzzo Racing           | Aprilia      | 26   | 21      |
| 24 | Simone Corsi     | MS Aprilia Italia Corse  | Aprilia      | 26   | 25      |
| 28 | Dirk Heidolf     | Kiefer-Bos-Castrol Honda | Honda        | 18   | 12      |
| 63 | Erwan Nigon      | Yamaha Kurz              | Yamaha       | 18   | 28      |
| 60 | Zhu Wang         | Zongshen Team of China   | Aprilia      | 15   | 29      |
| 33 | Arturo Tizón     | Wurth Honda BQR          | Honda        | 9    | 22      |
| 41 | Álvaro Molina    | Andalucia Mas Racing     | Aprilia      | 6    | 24      |
| 21 | Arnaud Vincent   | Scuderia Fantic Motor GP | Fantic       | 6    | 26      |

### Non partito
| Nº | Pilota          | Squadra       | Motocicletta | Griglia |
| -- | --------------- | ------------- | ------------ | ------- |
| 19 | Sebastián Porto | Aprilia Aspar | Aprilia      | 9       |

### Non qualificati
| Nº | Pilota          | Squadra                  | Motocicletta |
| -- | --------------- | ------------------------ | ------------ |
| 23 | Nicklas Cajback | Yamaha Kurz              | Yamaha       |
| 20 | Gabriele Ferro  | Scuderia Fantic Motor GP | Fantic       |

## Classe 125

### Arrivati al traguardo
| Pos | Nº | Pilota            | Squadra                       | Motocicletta | Giri | Tempo     | Griglia | Punti |
| --- | -- | ----------------- | ----------------------------- | ------------ | ---- | --------- | ------- | ----- |
| 1   | 36 | Mika Kallio       | Red Bull KTM                  | KTM          | 24   | 40:26.640 | 3       | 25    |
| 2   | 14 | Gábor Talmácsi    | Red Bull KTM                  | KTM          | 24   | +0.237    | 8       | 20    |
| 3   | 75 | Mattia Pasini     | Totti Top Sport - NGS         | Aprilia      | 24   | +0.367    | 2       | 16    |
| 4   | 55 | Héctor Faubel     | Master Aspar                  | Aprilia      | 24   | +12.401   | 6       | 13    |
| 5   | 58 | Marco Simoncelli  | Nocable.it Race               | Aprilia      | 24   | +17.009   | 11      | 11    |
| 6   | 71 | Tomoyoshi Koyama  | Ajo Motorsport                | Honda        | 24   | +20.635   | 9       | 10    |
| 7   | 32 | Fabrizio Lai      | Kopron Racing World           | Honda        | 24   | +20.670   | 5       | 9     |
| 8   | 60 | Julián Simón      | Red Bull KTM                  | KTM          | 24   | +20.809   | 12      | 8     |
| 9   | 12 | Thomas Lüthi      | Elit Grand Prix               | Honda        | 24   | +23.517   | 4       | 7     |
| 10  | 22 | Pablo Nieto       | Caja Madrid - Derbi Racing    | Derbi        | 24   | +32.805   | 24      | 6     |
| 11  | 41 | Aleix Espargaró   | Seedorf RC3 - Tiempo Holidays | Honda        | 24   | +35.930   | 14      | 5     |
| 12  | 19 | Álvaro Bautista   | Seedorf RC3 - Tiempo Holidays | Honda        | 24   | +36.015   | 22      | 4     |
| 13  | 35 | Raffaele De Rosa  | Matteoni Racing               | Aprilia      | 24   | +43.436   | 21      | 3     |
| 14  | 6  | Joan Olivé        | Nocable.it Race               | Aprilia      | 24   | +47.651   | 27      | 2     |
| 15  | 29 | Andrea Iannone    | Abruzzo Racing                | Aprilia      | 24   | +49.387   | 16      | 1     |
| 16  | 18 | Nicolás Terol     | Caja Madrid - Derbi Racing    | Derbi        | 24   | +53.187   | 26      |       |
| 17  | 28 | Jordi Carchano    | MVA Aspar                     | Aprilia      | 24   | +57.976   | 23      |       |
| 18  | 51 | Enrique Jerez     | Stop & Go                     | Derbi        | 24   | +1:00.860 | 36      |       |
| 19  | 43 | Manuel Hernández  | Angaia Racing                 | Honda        | 24   | +1:01.055 | 19      |       |
| 20  | 27 | Mateo Túnez       | MVA Master Aspar              | Aprilia      | 24   | +1:06.276 | 28      |       |
| 21  | 45 | Imre Tóth         | Team Toth                     | Aprilia      | 24   | +1:06.915 | 31      |       |
| 22  | 42 | Gioele Pellino    | Malaguti Reparto Corse        | Malaguti     | 24   | +1:08.479 | 34      |       |
| 23  | 26 | Vincent Braillard | Team Toth                     | Aprilia      | 24   | +1:13.289 | 38      |       |
| 24  | 59 | Esteve Rabat      | Wurth Honda BQR               | Honda        | 24   | +1:22.682 | 35      |       |
| 25  | 84 | Julián Miralles   | MVA Aspar                     | Aprilia      | 24   | +1:23.174 | 37      |       |
| 26  | 31 | Sascha Hommel     | Arie Molenaar Racing          | Honda        | 24   | +1:39.732 | 39      |       |

### Ritirati
| Nº | Pilota            | Squadra                  | Motocicletta | Giri | Griglia |
| -- | ----------------- | ------------------------ | ------------ | ---- | ------- |
| 7  | Alexis Masbou     | Ajo Motorsport           | Honda        | 22   | 18      |
| 33 | Sergio Gadea      | Master Aspar             | Aprilia      | 18   | 1       |
| 11 | Sandro Cortese    | Kiefer-Bos-Castrol Honda | Honda        | 17   | 7       |
| 89 | Jules Cluzel      | Malaguti Reparto Corse   | Malaguti     | 17   | 17      |
| 54 | Manuel Poggiali   | Metis Racing             | Gilera       | 16   | 15      |
| 8  | Lorenzo Zanetti   | Skilled I.S.P.A. Racing  | Aprilia      | 14   | 20      |
| 52 | Lukáš Pešek       | Metis Racing             | Derbi        | 14   | 13      |
| 49 | Daniel Sáez       | Totti Top Sport - NGS    | Aprilia      | 14   | 32      |
| 44 | Karel Abraham     | AB Cardion               | Aprilia      | 10   | 33      |
| 10 | Federico Sandi    | Angaia Racing            | Honda        | 6    | 25      |
| 63 | Mike Di Meglio    | Kopron Racing World      | Honda        | 5    | 10      |
| 25 | Dario Giuseppetti | Semprucci Blauer USA     | Aprilia      | 0    | 30      |
| 48 | David Bonache     | LG Mobile Ssmracing      | Honda        | 0    | 29      |